# Асбестовский муниципальный округ
Асбестовский муниципальный округ — муниципальное образование в Свердловской области России, относится к Южному управленческому округу. Административный центр — город Асбест.
С точки зрения административно-территориального устройства области, Асбестовский городской округ вместе с Малышевским городским округом и городским округом Рефтинским находится в границах административно-территориальной единицы города Асбест.
С января 2025 года имеет статус муниципального округа.

## География
Асбестовский городской округ расположен в южной части Свердловской области. Граничит:
- в центре — с Малышевским городским округом;
- на севере — с Режевским городским округом;
- на северо-востоке — с Артёмовским городским округом;
- на востоке — с городским округом Сухой Лог и городским округом Рефтинский;
- на юге — с Белоярским городским округом;
- на западе — с Берёзовским городским округом.

Протяжённость муниципального образования с севера на юг составляет 36 км, с запада на восток — 26 км. Общая протяжённость границ составляет 130 км. Площадь муниципального образования составляет 767,9 км² земельных угодий. Основную территорию занимает государственный лесной фонд — 84 процента территории. По его территории протекает река Большой Рефт с притоком Малый Рефт, которые, сливаясь образуют реку Рефт.

## История
В 1992 году из города Асбест и территорий, подчинённых городской администрации, было образовано муниципальное образование город Асбест. В 1995 году из состава муниципального образования выделилось МО посёлок Рефтинский, а в 1996 году — МО рабочий посёлок Малышева и посёлок Белокаменный. 10 ноября 1996 года муниципальное образование было включено в областной реестр. С 1 января 1998 года посёлок Белокаменный был восстановлен в составе муниципального образования города Асбеста.
С 31 декабря 2004 года в рамках реформы местного самоуправления муниципальное образование город Асбест было наделено статусом городского округа.
С 1 января 2006 года муниципальное образование город Асбест было переименовано в Асбестовский городской округ.

## Население
| 2002    | 2009     | 2010    | 2011    | 2012    | 2013    | 2014    | 2015    |
| ------- | -------- | ------- | ------- | ------- | ------- | ------- | ------- |
| 108 204 | ↘102 728 | ↘71 315 | ↘71 148 | ↘70 482 | ↘69 782 | ↘69 192 | ↘68 451 |
| 2016    | 2017     | 2018    | 2019    | 2020    | 2021    | 2023    |         |
| ↘67 620 | ↘66 955  | ↘66 339 | ↘65 543 | ↘65 123 | ↘59 503 | ↘58 683 |         |

## Состав городского округа
В состав муниципального образования (городского округа) входят 3 населённых пункта.
| № | Населённый пункт | Тип населённого пункта        | Население |
| - | ---------------- | ----------------------------- | --------- |
| 1 | Асбест           | город, административный центр | ↘56 533   |
| 2 | Белокаменный     | посёлок                       | ↘1932     |
| 3 | Красноармейский  | посёлок                       | ↗490      |

### Упразднённые населённые пункты
27 ноября 2001 года были упразднены посёлки Коммунальный и Осиновка.
22 ноября 2004 года был упразднён посёлок Ильинский, расположенный в административных границах города Асбеста.

## Экологическая ситуация

### Загрязнение атмосферы
По данным Управления Федеральной службы государственной статистики по Свердловской области и Курганской области, в 2017 г. от стационарных источников Асбестовского ГО было выброшено в атмосферный воздух 7,3 тыс. т загрязняющих веществ, что составило 0,8 % от суммарного
выброса по Свердловской области.
Основной вклад в суммарный выброс загрязняющих веществ от стационарных источников вносили предприятия по добыче полезных ископаемых и предоставления прочих коммунальных, социальных и персональных услуг.
Динамика выбросов загрязняющих веществ в атмосферный воздух от стационарных источников в Асбестовском ГО приведена в таблице
| Название предприятия                                                 | Объём выбросов (тыс.т.) | Объём выбросов (тыс.т.) | Объём выбросов (тыс.т.) |
| Название предприятия                                                 | 2015 год                | 2016 год                | 2017 год                |
| Асбестовский ГО, всего                                               | 7,3                     | 6,6                     | 7,3                     |
| в том числе ОАО «Уральский асбестовый горно-обогатительный комбинат» | 4,4                     | 3,7                     | 4,0                     |

В 2017 г. суммарный выброс загрязняющих веществ в атмосферный воздух от стационарных
источников в Асбестовском ГО к уровню 2016 г. увеличился на 0,7 тыс. т (на 10,6 %).
Увеличили выбросы загрязняющих веществ в атмосферный воздух в 2017 г. по сравнению с 2016 г.
предприятия: ОАО «Уральский асбестовый горно-обогатительный комбинат» — на 0,3 тыс. т (на 8,1 %) за счёт увеличения часов работы ряда источников выбросов, объёма взрывных работ, количества перегружаемого через бункер материала; МКП «Вторресурсы» Асбестовского ГО — на 0,3 тыс. т (на 17,6 %) за счёт увеличения объёмов размещения отходов; МУП «Горэнерго» — на 0,02 тыс. т (на 7,7 %) за счёт увеличения расхода топлива.
На других предприятиях Асбестовского ГО объём выбросов загрязняющих веществ в атмосферный воздух изменился незначительно.
Пылегазоочистными установками в 2017 г. было уловлено 46,5 тыс. т загрязняющих веществ.
Средняя степень улавливания составила 86,4 % (по Свердловской области в целом — 88,7 %), твёрдых веществ — 95,1 %, газообразных и жидких веществ — 4,2 %.
В 2017 г. мероприятия по сокращению выбросов загрязняющих веществ в атмосферный воздух в Асбестовском ГО не проводились.

### Качество атмосферного воздуха
В 2017 г. в районе расположения станции по диоксиду азота, оксиду азота, диоксиду серы, оксиду углерода и аммиаку превышения нормативов не зафиксированы.

### Отходы
По данным Свердловского областного кадастра отходов производства и потребления, 58 хозяйствующими субъектами Асбестовского ГО за 2017 г . образовано 25 946,24 тыс. т отходов производства и потребления, из них отходов I—IV классов опасности — 77,56 тыс. т, в том числе I класса опасности
— 0,03 тыс. т; II класса опасности — 0,005 тыс. т; III класса опасности — 0,22 тыс. т; IV класса опасности — 77,3 тыс. т.
Максимальное количество отходов образовано ОАО «Уральский асбестовый горно-обогатительный комбинат»- 25 904,28 тыс. т, из них 25 840,64 тыс. т — отходы добычи асбеста (вскрышные и вмещающие породы, отходы дробления и классификации асбестовой руды) V класса опасности, большая
часть которых — 16 947,23 тыс. т — утилизирована.
Наличие отходов производства и потребления на территории Асбестовского ГО на конец 2017 г. (с учётом 1,36 млн. т отходов на бесхозяйном объекте размещения коммунальных отходов) составило 5400,14 млн. т.
Хозяйствующим субъектом с наибольшим количеством отходов на конец года является ОАО «Уральский асбестовый горно-обогатительный комбинат» — 5398,17 млн. т, из них 5397,96 млн. т — отходы добычи асбеста V класса опасности.
На территории Асбестовского ГО зарегистрированы 20 объектов размещения отходов общей площадью 2219,81 га, из них 1 бесхозяйный объект размещения коммунальных отходов. В Государственный реестр объектов размещения отходов включены 16 объектов размещения отходов.

### Водные системы
Основные поверхностные водные объекты, используемые для забора воды предприятиями Асбестовского ГО: река Пышма, Белокаменный пруд, водохранилище Малышевское. На долю Асбестовского ГО приходится 6,1 млн. м³ использованной воды (0,9 % воды от общего использования воды Свердловской областью). Наиболее крупными водопользователями являются АО «Водоканал», ОАО «Ураласбест».
В общем водоотведении доля загрязнённых (без очистки) сточных вод составила 6 %, загрязнённых недостаточно очищенных — 94 %. За период 2013—2017 гг. сброс загрязнённых сточных вод сократился на 5,86 млн. м³ (42,8 %), что связано с сокращением сброса на предприятиях: ОАО «Ураласбест» — на 4,98 млн. м³, АО «Водоканал» — на 0,67 млн. м³.
На территории Асбестовского ГО действуют 8 комплексов очистных сооружений (биологической очистки — 6, механической очистки — 2) суммарной проектной мощностью 19,51 млн. м³ в год.
Фактический объём сточных вод, поступивших в поверхностные водные объекты после очистных сооружений, составил 7,36 млн. м³. Нормативную очистку сточных вод не обеспечивает ни одно очистное сооружение. Основным вкладчиком в загрязнение водных объектов Асбестовского ГО (в скобках указана доля сброса загрязнённых сточных вод предприятия в общем сбросе загрязнённых сточных вод Асбестовским ГО) является АО «Водоканал» — 7,5 млн. м³ (95,8 %). По сравнению с 2016 г. сброс загрязнённых сточных вод АО «Водоканал» уменьшился на 0,05 млн. м³ (0,7 %).
Хозяйственно-бытовые сточные воды города Асбест и п. Красноармейский поступают на очистные сооружения АО «Водоканал». Предприятие эксплуатирует 4 комплекса очистных сооружений: биологической очистки — 3 (суммарной проектной мощностью 16,7 млн куб. м/год), механической очистки — 1 (проектной мощностью 0,29 млн куб. м/год). Планом мероприятий предусмотрена модернизация очистных сооружений хозяйственно-бытовой канализации п. Красноармейский.